# Spare Parts – Die Waffen sind wir
Spare Parts – Die Waffen sind wir ist ein kanadischer Action-Horrorfilm von Regisseur Andrew Thomas Hunt aus dem Jahr 2020.

## Handlung
Die Girlband Ms. 45 (eine Anspielung auf den gleichnamigen Film von Abel Ferrara), bestehend aus den Freundinnen Amy und Emma sowie dem lesbischen Pärchen Jill und Cassy, spielt harten Punk. Als sie mal wieder in einer heruntergekommenen Biker-Bar im Nirgendwo spielen, kommt es bei dem Konzert zu einer handgreiflichen Auseinandersetzung mit einigen Zuschauern. Anschließend beim Merchverkauf tauchen drei dieser Rocker wieder auf, werden jedoch von Sam, der scheinbar ein Auge auf Amy geworfen hat, vertrieben.
Auf dem Rückweg wird der Van der vier Frauen attackiert und landet im Straßengraben. Die Polizei lässt den Wagen abschleppen und bringt ihn sowie die vier Mitglieder zu einem alten Schrottplatz. Dort werden sie betäubt. Ihnen wurde jeweils der rechte Arm amputiert. Dieser dient nun als Aufsatz für diverse Waffen. In der Arena sollen sie bis zum Tod in Gladiatorenkämpfen antreten. Geleitet wird die Arena von Sams Vater, der sich selbst der „Emperor“ nennt und den Kämpfen einen religiösen Anstrich gibt. Nach dem ersten Kampf werden die vier von Driller trainiert, einst selbst Gladiator und der einzige Kämpfer, der „befreit“ wurde.
Schließlich wird Jill getötet und so sind nur noch drei Kämpferinnen übrig. Sam sät Zwietracht zwischen Amy und Emma, indem er Emma Amys Freund töten lässt und Amy bevorzugt behandelt. Vor dem letzten Kampf gegen die Champions findet ein Festmahl statt, bei dem Cassy versucht den Emperor zu töten. In der Nacht versucht Amy zu fliehen, muss aber mitansehen, wie Cassy von den Champions getötet wird. Eine Finte von Sam, damit Amy nicht antreten muss. Doch der Emperor schickt stattdessen Driller in den Kampf, um die Dreieinigkeit zu wahren.
Der letzte Kampf ist hart und kostet Driller das Leben. Der Emperor beschließt jedoch, das nun auch Amy und Emma gegeneinander antreten sollen. Emma, die das nicht will, kniet vor Amy und bietet ihr Leben an. Doch Amy nutzt Emma als eine Art Räuberleiter und kann so den Emperor töten. Doch auch Emma verliert ihr Leben.
Amy ist nun der Emperor und lässt Sam in den Gladiatorenkämpfen antreten.

## Hintergrund
Andrew Thomas Hunt drehte den Film als Low-Budget-Film für die Produktionsfirma Ravens Banner.
Der Film erschien am 3. Juni 2021 als DVD-/Blu-Ray-Premiere in Deutschland. Die Freiwillige Selbstkontrolle der Filmwirtschaft (FSK) verweigerte jedoch eine Freigabe der ungeschnittenen Fassung. Insgesamt musste eine Minute für eine Freigabe geschnitten werden. Die ungekürzte Fassung wurde in Österreich und der Schweiz von Nameless Media veröffentlicht.

## Rezeption
Verglichen wurde der Film unter anderem mit Green Room, dessen Exposition ähnlich ist.
Das Lexikon des internationalen Films schrieb: „Einfallslos choreografierte Kampfszenen und eine Story, die außer der Prämisse ‚Frauen mit Waffenprothesen‘ keinerlei zündende Ideen entwickelt, um die Handlung vorwärtszutreiben, sorgen für gähnende Langeweile.“
Oliver Armknecht bewertete auf Film-Rezensionen.de den Film auch eher negativ: „Vier Punkmusikerinnen werden betäubt, ihre Arme gegen Waffen ausgetauscht und müssen nun in einer Schrottplatz-Arena ums Überleben kämpfen – das hörte sich eigentlich nach unterhaltsamen Fun Trash an. Leider hält sich der Spaß bei Spare Parts – Die Waffen sind wir aber sehr in Grenzen. Die Kämpfe sind ohne Abwechslung, es gibt zu wenig Humor, dafür unnötiges Familiendrama.“